# Involuntary
Involuntary (Originaltitel: De ofrivilliga, dt. Die Unfreiwilligen) ist eine schwedische Komödie aus dem Jahr 2008. Der mehrfach preisgekrönte Episodenfilm von Ruben Östlund zeigt fünf sich unabhängig voneinander entwickelnde und eskalierende Geschichten über Gruppenzwang und welche moralischen Missbräuche damit einhergehen.

## Handlung
Der Film zeigt in mehreren 2-3 minütigen Szenen fünf sich unabhängig voneinander entwickelnde und eskalierende Geschichten.
- Lolas Geburtstagsfeier: Bei der Geburtstagsfeier wird Lolas Vater Villmar bei einem – zunächst scheinbar leichten – Unfall mit einem Feuerwerkskörper am Auge verletzt. Obwohl er selbst meint, dass soweit alles in Ordnung sei, geht es ihm am laufenden Abend immer schlechter. Er selbst wird immer wieder Gesprächsthema, aber keiner traut sich, ihn ins Krankenhaus zu bringen oder einen Arzt zu holen. Vielmehr rechtfertigen sie sich und ihre eigene Unschuld. Nach der Party fällt Villmar in Ohnmacht und wird schließlich von einem Rettungswagen abgeholt.

- Linnea & Sara: Die beiden Teenagermädchen Linnea und Sara machen vieles gemeinsam, um ihre Grenzen auszutesten. Ob sie gemeinsam erotisch vor einer Kamera posieren oder mit ihren Freundinnen tanzen, immer mehr fließt dabei Alkohol. Dies eskaliert so sehr, dass sie nicht nur angetrunken fremde Passanten beleidigen und sich über sie lustig machen, sondern auch, dass es ihnen immer schlechter geht, sodass Linnea irgendwann bewusstlos wird und sie Opfer der Scherze anderer betrunkener Jugendlicher wird. Als diese dann anschließend einen vorbeifahrenden Autofahrer provozieren, flüchten sie und lassen Linnea zurück. Diese wird von dem Autofahrer unbedacht einfach mitgenommen. Als die beiden am nächsten Tag von Saras Mutter gemaßregelt werden, zeigen sie kaum Schuldbewusstsein.

- Busfahrt: Die bekannte Schauspielerin Maria Lundqvist nimmt anstelle eines Fluges einen überregionalen Bus, um an ihr Ziel zu kommen. Sie wird dabei erkannt und erfährt für ihre Rollen Bewunderung. Während der Busfahrt beschädigt sie allerdings die Gardinen auf der Toilette, sodass der Busfahrer entscheidet, solange nicht weiterzufahren, bis der Übeltäter sich stellt und entschuldigt. Zunächst fällt der Verdacht auf die zuvor randalierenden Jugendlichen. Später versucht Maria, mit dem Busfahrer zu reden und ihm zu erklären, dass sein Verhalten kindisch sei. Doch dieser beharrt auf seinem Standpunkt und wartet weiterhin. Doch anstatt selbst zuzugeben, dass sie die Schuldige war, wartet sie bis in den Abend hinein, bis schließlich ein Vater seinen Sohn dazu überredet, die Schuld auf sich zu nehmen. Der Busfahrer akzeptiert die Entschuldigung des Jungen und fährt danach weiter.

- Schule: In der Klasse weiß die junge Lehrerin Cecilia mit dem Thema „Gruppenzwang“ umzugehen, sodass sie diesen ihren Schülern demonstrieren kann. Als sie eines Tages sieht, wie ein aufsässiger Schüler von einem Lehrer geschlagen wird, schweigt sie zunächst. Erst nachdem sich die Mutter des Schülers bei dem Schuldirektor beschwert hat und alle anwesenden Lehrer im Klassenzimmer nicht über die Tat, sondern über das schlimme Kind reden und welchem Beruf die Mutter wohl nachginge, bricht sie ihr Schweigen und appelliert nachdrücklich an die Vernunft der Lehrer. Doch diese zeigen keine Einsicht, sondern beginnen vielmehr, sie zu ignorieren. Nachdem sich Cecilia weigert, sich für ihren Appell zu entschuldigen, fühlt sie sich fortan ausgegrenzt.

- Männergruppe: Eine Männergruppe mittleren Alters kennt sich bereits seit mehreren Jahren und ist auch nicht zimperlich, wenn es um ihren eigenen Humor geht, welcher für Außenstehende homoerotische Züge annimmt. Die verheirateten Familienväter verbringen ein feuchtfröhliches Wochenende miteinander, wo einer der Späße derart eskaliert, dass Leffe Olles Penis in den Mund nimmt und daran lutscht. Olle ist außer sich und ruft weinend seine Frau an, damit diese ihn abholen möge, doch diese ist anschließend eher belustigt darüber, dass ihr Ehemann sich hat „einen blasen“ lassen. Leffe selbst kann nicht verstehen, dass Olle so reagiert. Aber der gemeinsame Ausflug geht feuchtfröhlich weiter, und zwar so weit, dass Leffe sich betrunken zu einem Striptease hinreisen lässt, nackt einen Handstand macht und sich die schwedische Fahne rektal einführen lässt. Erst als Olle davon ein Foto macht, wird Leffe wütend.

## Kritik
Der Film erhielt sehr gute Kritiken. So zählte die Internetseite Rotten Tomatoes von 21 gewerteten professionellen Kritiken 17 positive, was einem Wert von 81 % entspricht. Auch vom breiten Publikum wurde der Film gut aufgenommen, denn gleichzeitig werteten 59 % des Publikums den Film positiv. Dies wiederum wird vom Onlinefilmarchiv IMDb, einer weiteren Plattform, auf der normale User ihre Filmkritiken abgeben können, bestätigt, denn dort gaben 5.166 User dem Film durchschnittlich sehr gute 7,0 von 10 möglichen Punkten.
Im schwedischen Svenska Dagbladet kam Carl-Johan Malmberg zum Schluss, dass dieser mit „bemerkenswerter Präzision“ gedrehte Film in der Tradition von Robert Altman Short Cuts stünde. Östlund zeige mit „einem dunkleren, aber auch viel schärferen Blick“ über die Menschen des heutigen Schwedens und zeige damit einen „Mangel an Selbstwert, Selbstachtung und die Unfähigkeit zur Rechenschaft für das eigene Handeln“ auf.
Jan-Olov Andersson meinte in der schwedischen Boulevard-Zeitung Aftonbladet, dass Östlund zwar „große Ambitionen“ hätte, aber dies thematisch leider „zu verschwommen“ darstellen würde. Es sei allerdings ein Glücksgriff gewesen, auf viele Laiendarsteller zurückzugreifen, auch wenn sich manche Szenen unnötig lang hinziehen würden.
Peter Bradshaw von der britischen Tageszeitung The Guardian verglich den Film ebenfalls mit Altmans Shortcuts und meinte, dass De ofrivilliga eine „pessimistische Komödie der Peinlichkeiten“ sei. Er kritisierte auch, dass trotz des intensiv bemühten Realismus der Film zu strukturiert und gekünstelt wirke.
Im US-amerikanischen Variety-Magazin befand Leslie Felperin, dass „die Natur der Gruppendynamik amüsant erforscht“ und in seiner Art sehr präzise sei.

## Auszeichnungen
- sechs Nominierungen bei dem schwedischen Filmpreis Guldbagge, darunter als Bester Film, für die Beste Hauptdarstellerin. für die Beste Regie, für die Beste Kamera und für das Beste Drehbuch.
- zwei Auszeichnungen beim Stockholm International Film Festival, sowohl der Publikumspreis als auch für das Beste Drehbuch
- eine Auszeichnung beim Festival Internacional de Cine de Mar del Plata, nämlich den Spezial Jury Award für Ruben Östlund

## Produktion
Bereits im Herbst 2004 wurden die ersten Ideen für das Drehbuch gesammelt, als Östlund und Hemmendorf eigene Erfahrungen als Kurzgeschichten aufgeschrieben. Die Dreharbeiten fingen im Sommer 2006 an, wobei pro Szene etwa ein Tag eingeplant wurde und es zu durchschnittlich 20 Einstellungen kam. Die einzelnen Geschichten wurden unabhängig voneinander jeweils an einem Stück gedreht, sodass sich die Schauspieler fremder Geschichten gar nicht kannten.
Für Ruben Östlund lag das Hauptanliegen des Films darin, „den Mangel an Zivilcourage und den Mut zu reden, wenn moralische Missbräuche unter Gruppenzwang entstehen“, aufzuzeigen.

## Veröffentlichung
Der Film hatte seine offizielle Weltpremiere bei den Internationalen Filmfestspielen von Cannes 2008 in der Sektion Un Certain Regard. Nachdem er anschließend auf mehreren weiteren Filmfesten lief, war sein offizieller schwedischer Kinostart am 28. November 2008. Er spielte alleine in Schweden 462.717 US-Dollar ein, womit er der 75. erfolgreichste Film an den schwedischen Kinokassen im Jahr 2008 wurde. Weltweit kam der Film auf ein Gesamteinspielergebnis von 623.849 US-Dollar. Eine deutsche Veröffentlichung ist bisher nicht geplant.
2010 wurde der Film als Kandidat für die Nominierung zum Besten fremdsprachigen Film eingesandt, aber anschließend nicht für den Oscar nominiert.